# Павелкевич, Мечислав
Мечислав Францишек Павелкевич (пол. Mieczysław Franciszek Pawełkiewicz, 13 февраля 1938, Бельско-Бяла, Польша — 3 декабря 2007, Бельско-Бяла, Польша) — польский саночник, выступавший за сборную команду Польши в середине 1960-х годов, дважды серебряный призёр чемпионатов мира. Впервые выиграл серебряную медаль в 1963 году на соревнованиях в Имсте, где участвовал в паре с Эдвардом Фендером. Вторую получил на чемпионате мира 1965 года в Давосе — занял второе место программы мужских одиночных заездов.
В 1964 году вместе с национальной командой Павелкевич ездил на зимние Олимпийские игры в Инсбрук, где финишировал шестым среди мужских одиночек и седьмым в программе парных саней.
По окончании карьеры профессионального спортсмена вернулся в свой родной город Бельско-Бяла и жил там до самой смерти в 2007 году.